# Wklęsłopancerzówka czerwonogłowa
Wklęsłopancerzówka czerwonogłowa (Platemys platycephala) – gatunek żółwia z rodziny matamatowatych (Chelidae) i podrzędu żółwi bokoszyjnych; jedyny przedstawiciel rodzaju Platemys. Występuje w Ameryce Południowej.

## Wygląd
Wklęsłopancerzówka czerwonogłowa jest obecnie jedynym gatunkiem z rodzaju Platemys i można go odróżnić od blisko spokrewnionego rodzaju Acanthochelys dzięki podwójnie spłaszczonemu ciału, spłaszczonej skorupie oraz spłaszczonej głowie. Ponadto żółw ten ma podwójny wzór rowków na pancerzu. P. platycephala ma bardzo duży zasięg występowania w porównaniu z żółwiami Acanthochelys. Dwa podgatunki, P. p. platycephala i P. p. melanonota różnią się na podstawie wzoru kolorystycznego. Kamuflaż jest bardzo przydatny w przypadku tego gatunku, ponieważ zamieszkuje płytkie baseny i koryta potoków. Pomarańczowo-brązowy wzór na głowie utrudnia dostrzeżenie go z góry ze względu na ściółkę liściową o podobnym kolorze wzdłuż małych basenów i koryt potoków. Inne rozróżnienia obejmują haczyk u podstawy stopy do kopulacji (u samców) i wyspecjalizowany otwór u podstawy plastronu do składania jaj (u samic).
P. platycephala to żółw średniej wielkości o długości skorupy od 14 do 18 cm. Samice są zwykle nieco mniejsze i mają krótsze ogony. Karapaks jest eliptyczny i spłaszczony, a dwie wzniesione części tworzą zagłębienie. Pancerz jest pomarańczowego do żółtobrązowego i czarnego w różnych ilościach, w zależności od podgatunku. Plastron jest koloru ciemnobrązowego lub czarnego, podczas gdy mostek (boczna część skorupy) jest żółty z czarnym paskiem w poprzek. Wzory głowy i szyi składają się z pomarańczowych lub żółto-brązowych pasków na grzbiecie oraz czarnych pasków na brzuchu i po bokach. Głowa jest mała, trójkątna, gładka i niepodzielna. Na szyi znajdują się stożkowate guzki – zaokrąglone wypustki i łuski chroniące przed atakiem drapieżników. P. platycephala należy do podrzędu żółwi bokoszyjnych. Te żółwie chowają głowy do skorup, wyginając szyję na boki, a nie prosto, jak żółwie bokoszyjne. Tęczówki są brązowe. Czarne kończyny posiadają duże przednie łuski, ogon jest krótki i czarny. Błony pławne występują zarówno na przednich, jak i tylnych kończynach, ponieważ żółw ten porusza się w wodzie i na lądzie.

## Genetyka
Istnieje kilka badań genetycznych dotyczących tego gatunku żółwia. Bickham i in. (1993) przeprowadzili badanie cytologiczne na małą skalę dotyczące poziomów ploidii (liczby zestawów chromosomów) komórek somatycznych i gametowych na kilku okazach w Surinamie. Autorzy zbadali wiele tkanek (śledzionę, wątrobę, krew, jądra) sześciu próbek (pięciu samców, jedną samicę) i odkryli, że komórki wykazywały różny poziom ploidalności u poszczególnych osobników i pomiędzy nimi. Jeden osobnik płci męskiej składał się nawet z komórek triploidalnych i tetraploidalnych. Stwierdzono większą zmienność genetyczną w odniesieniu do stosunku diploidalnego (2n) do triploidalnego (3n) wśród wielu osobników niż w obrębie jednego osobnika. Ponadto komórki diploidalne brały udział wyłącznie w mejozie i późniejszym rozmnażaniu płciowym u samców, więc wystąpiły prawidłowe gamety i normalna płodność.
Jest to rzadkie zjawisko ze względu na ograniczoną liczbę żywych osobników poliploidalnych występujących w naturalnych populacjach kręgowców. Rodzaj jaszczurek Lacerta i rodzaj ryb Phoxinus to jedyne inne znane przykłady mozaicyzmu diploidalnego i triploidalnego. Dodatkowo P. platycephala zawiera kilka kombinacji poziomu ploidalności (xn) w różnych typach komórek lub tkanek. Zjawisko to znane jest jako mozaikowość lub chimeryzm. W kolejnym badaniu Bickham i Hanks (2009) przeprowadzili analizę cytogenetyczną żółwia, aby określić, jak powszechny jest ten proces w Ameryce Południowej, i odkryli, że w Boliwii istnieją normalne populacje diploidalne, podczas gdy populacje zmiennej ploidalności utrzymują się w Surinamie. Ponadto Darr i in. (2006) odkryli, że populacje żółwi z Gujany Francuskiej charakteryzują się zwiększoną częstością występowania triploidów w porównaniu z Boliwią i Surinamem. Przetestowano kilka hipotez, wykorzystując dane filogenetyczne z mitochondrialnego DNA (mtDNA), ale stwierdzono wysoki poziom rozbieżności w przypadku trzech populacji monofiletycznych.

## Występowanie
Żółw ten zamieszkuje duży obszar w północnej i środkowej Ameryce Południowej, od południowego dorzecza Orinoko w Wenezueli po dorzecze Amazonki. Jednakże P. platycephala nie zamieszkuje dużych rzek, lecz występuje w płytkich potokach i na dnie lasów.
Ernst (1983) zbadał rozległy zasięg geograficzny tego gatunku i ustalił obecność ciemniejszego podgatunku w jego zachodnim zasięgu. Do wyjaśnienia istnienia tego podgatunku autor wykorzystał „teorię ostoi leśnych czwartorzędu”. Teoria opiera się na znaczących zmianach klimatycznych zachodzących na równiku i wokół niego w okresie czwartorzędu. Podczas tych zmian klimatycznych związanych ze zlodowaceniami, północne lasy deszczowe Ameryki Południowej otrzymały mniej opadów i uległy zniszczeniu, a następnie rozszerzyły się podczas interglacjału. Zmiana ta spowodowała, że u wielu gatunków zaszła specjacja allopatyczna i dała początek nowemu podgatunkowi – P. p. melanonota.

## Podgatunki
Istnieją dwa podgatunki wklęsłopancerzówki czerwonogłowej:
- P. p. platycephala (Schneider, 1792) – zamieszkujący większość zasięgu gatunku poza fragmentem części zachodniej (Brazylia, Gujana, Surinam, Gujana Francuska, Wenezuela, Kolumbia, Boliwia i większość peruwiańskiego zasięgu)[12].
- P. p. melanonata Ernst, 1984 – zamieszkujący zachodnią część zasięgu – Ekwador i przyległe północne Peru oraz południowa Kolumbia (Putumayo)[12]. Główną różnicą między tymi podgatunkami jest ubarwienie pancerza – P. p. melanonata ma całkowicie ciemnobrązowy lub czarny karapaks[12].

## Ekologia
Zabarwienie i kształt pancerza, głowy i nóg pomagają ukryć się temu żółwiowi przed gatunkami drapieżników amazońskich. W naturze gatunek ten preferuje jaja płazów i zjada różne owady, mięczaki (ślimaki i ślimaki nagie), płazy i niektóre rośliny, żerując na lądzie i w wodzie. W niewoli okazy mogą rozwijać się na pożywieniu gadów, warzywach, owadach, robakach, a nawet rybach. P. platycephala można zwykle spotkać w płytkich basenach i może zamieszkiwać suche obszary przez długi czas. Kilka osobników zostało nawet silnie zaatakowane przez pijawki (na jednym żółwiu znaleziono 81 pijawek) podczas pory suchej.

## Rozmnażanie
Młode zazwyczaj przypominają rodziców, z wyjątkiem jaśniejszego ubarwienia. Świeżo wyklute mają około 4–6 cm długości pancerza i około 20 g masy. Gody zwykle odbywają się w porze deszczowej lasów deszczowych Amazonii (od końca marca do początku grudnia). Samce podążają za samicami, dosiadają od tyłu, a następnie pocierają zadziorami podbródka (mięsistymi włóknami) o czubek głowy samic. Niektórzy autorzy donoszą również o gwałtownym gryzieniu i wydalaniu wody z nozdrzy samców podczas kopulacji. Kopulację obserwowano na lądzie i w wodzie i zwykle występuje późnym popołudniem lub w nocy. Składanie jaj następuje w porze suchej (od końca grudnia do początku marca), kiedy samica składa duże, owalne jajo (o długości około 5 cm i szerokości 2,5 cm). Wielu herpetologów donosi, że kilka tygodni później samice składają kolejne jajo, podczas gdy niektóre składają wiele jaj na raz. Żółw wykopuje płytkie wgłębienia w celu złożenia jaj, a następnie przykrywa je lekko piaskiem i/lub ściółką z liści.

## Ochrona
Ze względu na niewielkie rozmiary rzadko poluje się na P. platycephala w celu spożycia. W niewoli żółw ten jest podatny na infekcje grzybicze i nie jest uważany za gatunek dla początkujących. Bardzo niewielu udało się go rozmnożyć, a większość widziana w niewoli została zabrana ze środowiska naturalnego. Francja umieściła ten gatunek na swojej liście gatunków chronionych w Gujanie Francuskiej i zakazuje chwytania jakichkolwiek okazów w celach łowieckich, handlowych itp. Czerwona księga gatunków zagrożonych IUCN nie zawiera obecnie tego gatunku. USGS donosi, że około 1985 roku na polu golfowym w południowej Florydzie znaleziono okaz tego żółwia, ale nie oczekuje się, żeby miało to jakikolwiek wpływ na gatunki rodzime.